# Semiothisa immacularia
Semiothisa immacularia là một loài bướm đêm trong họ Geometridae.